# Sirukem
Sirukem is een bestuurslaag in het regentschap Banjarnegara van de provincie Midden-Java, Indonesië. Sirukem telt 1864 inwoners (volkstelling 2010).